# 阿尼奇科夫桥

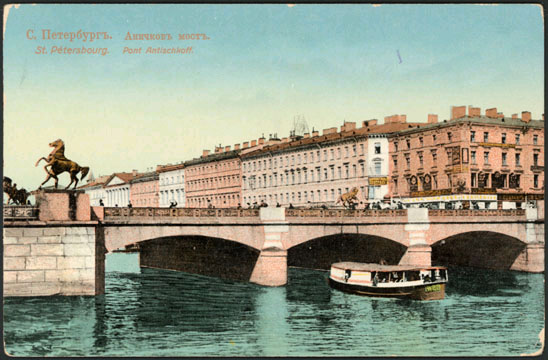
阿尼奇科夫桥

阿尼奇科夫桥（羅馬化：Anichkov most）是俄罗斯圣彼得堡的一座桥梁，跨丰坦卡河。目前的桥梁，在1841年至1842年建成，1906年至1908年重建，该桥有著名的马立像，雕塑得栩栩如生（1849年至1850年），华丽的铁栏杆。普希金、果戈理和陀思妥耶夫斯基在作品中都提到这座桥。 

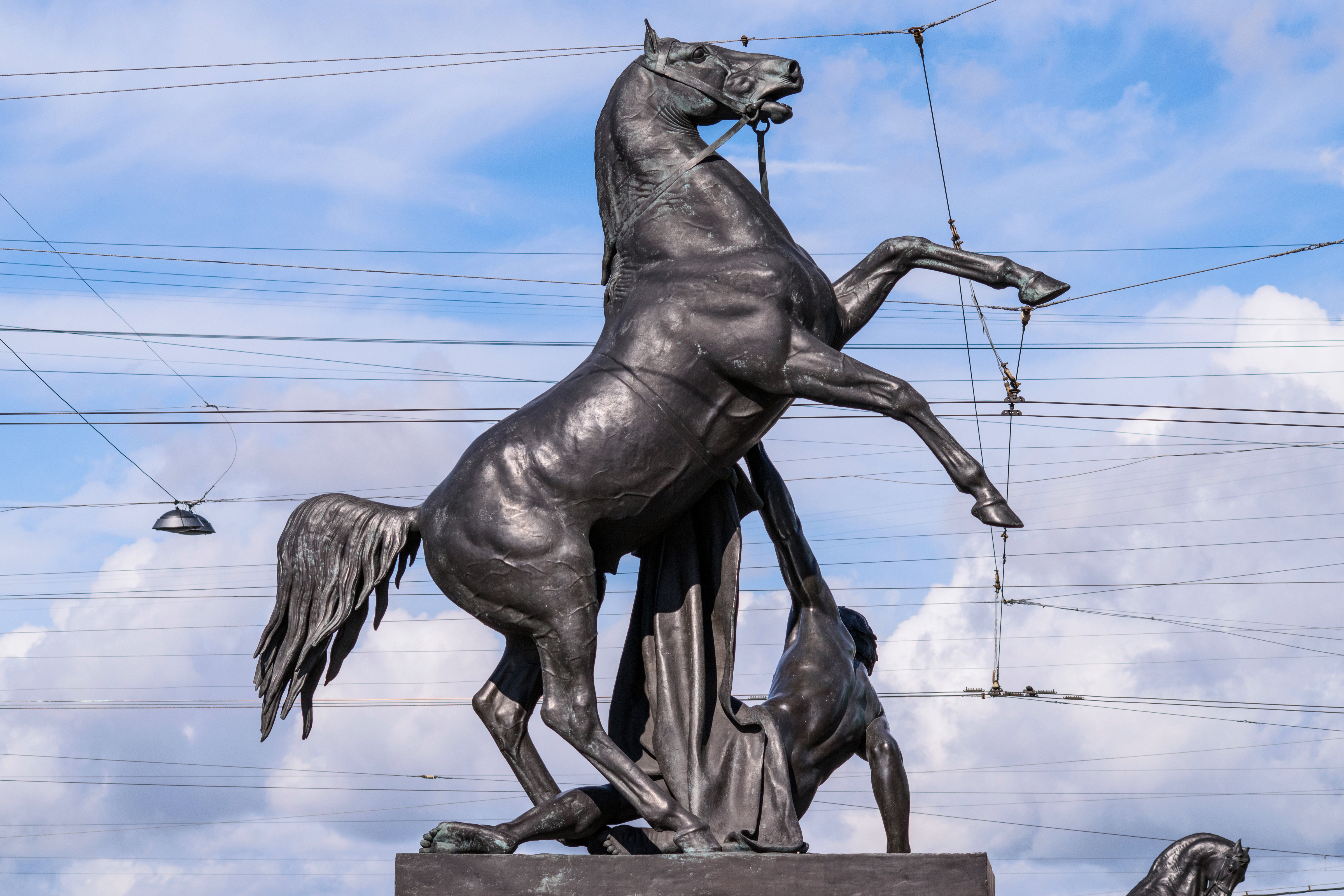
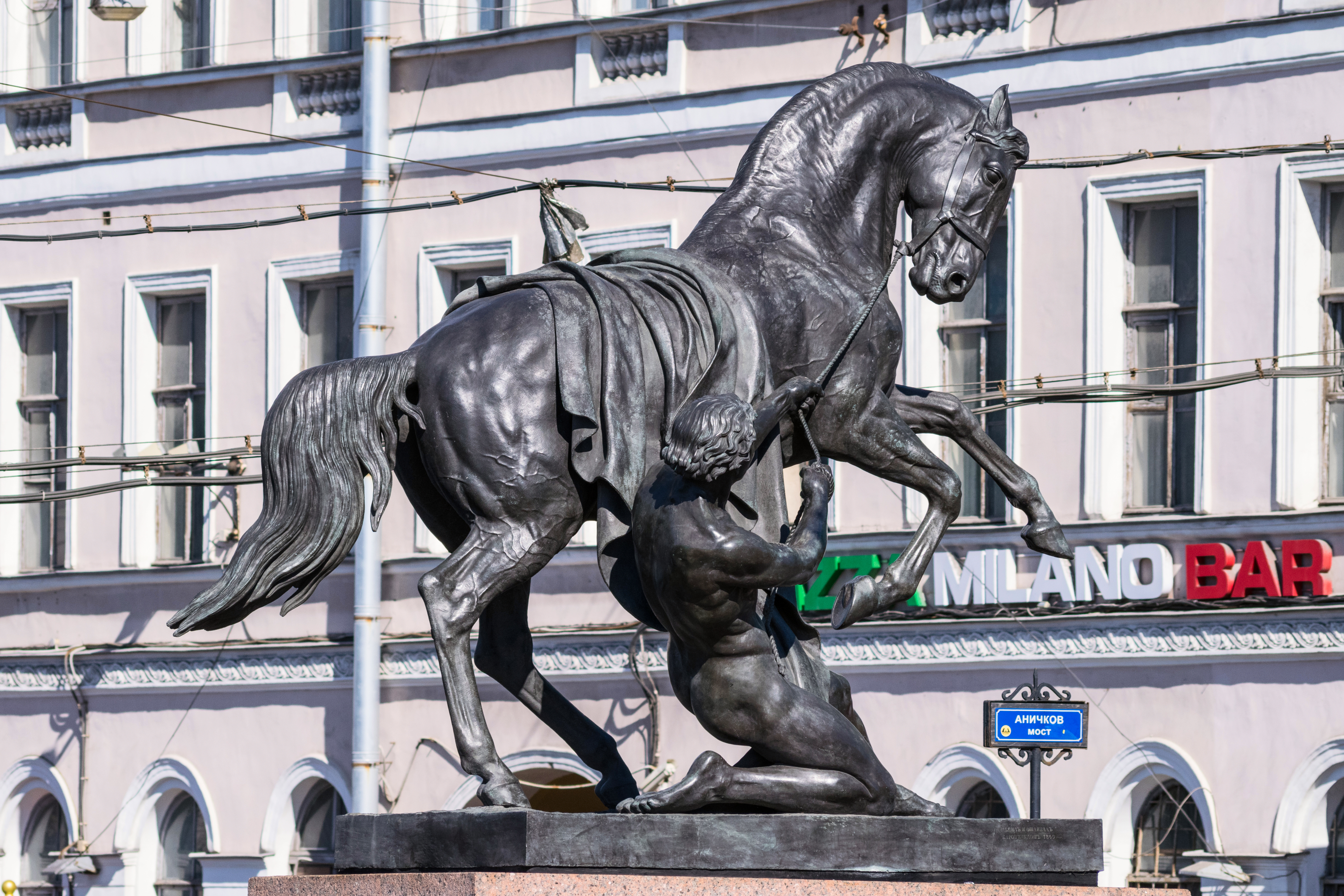
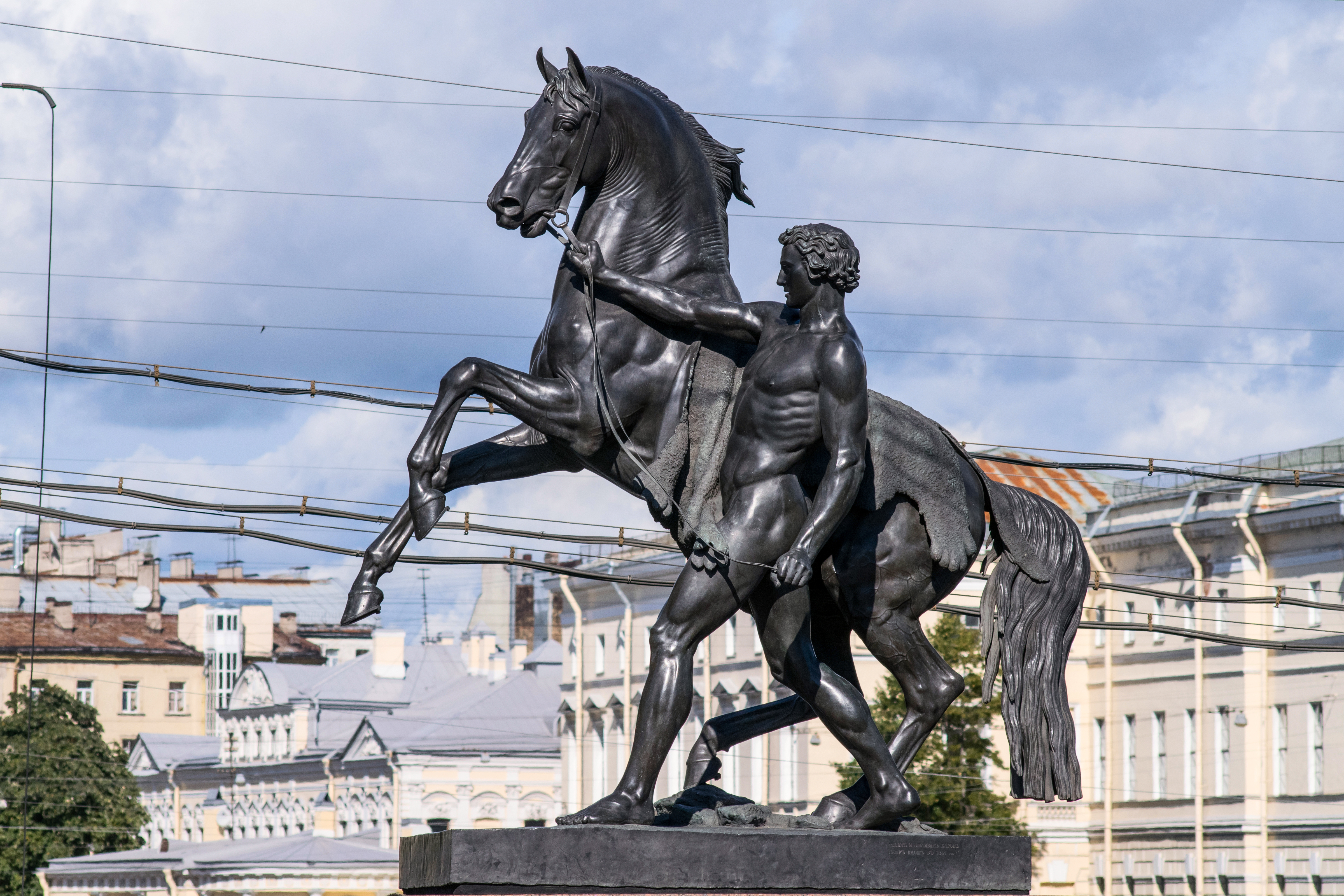
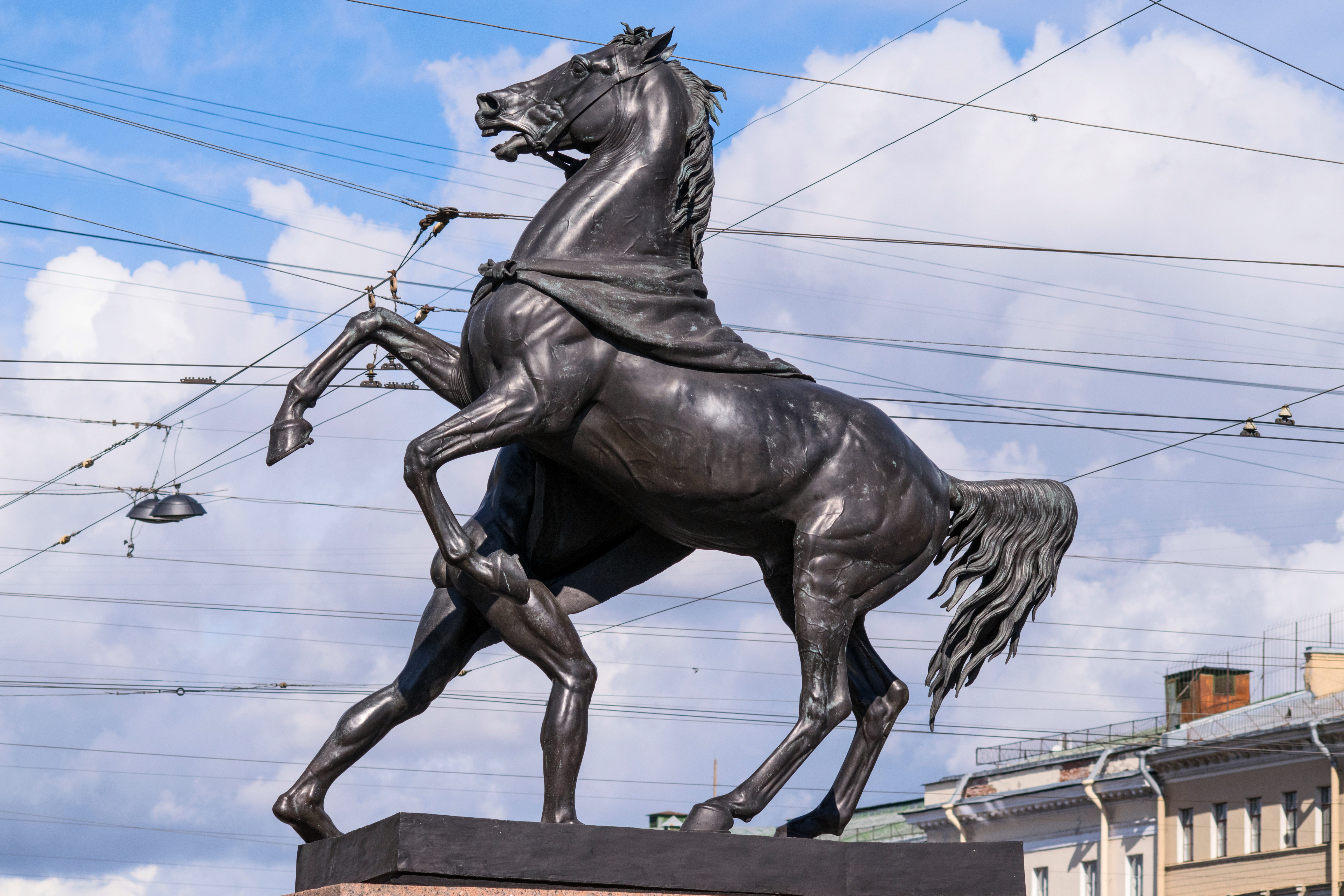